# Ville d'Ipswich
Ipswich (en anglais : City of Ipswich) est une zone d'administration locale située dans l'État du Queensland, en Australie, dont le siège est Ipswich.

## Géographie
La zone s'étend sur 1 204 km2 dans la région du Sud-Est du Queensland et son centre est situé à 40 km au sud-ouest de Brisbane.

## Histoire
La municipalité d'Ipswich est créée le 3 mars 1860 et devient une ville le 1er décembre 1904. Elle est agrandie en 1916 par l'annexion de zones urbanisées des comtés de Brassall et Bundanba puis une nouvelle fois le 29 janvier 1949. Le comté de Moreton est supprimé en 1995 et son territoire rattaché à Ipswich. En 2000, la ville cède des territoires au comté de Boonah puis le 15 mars 2008, les localités d'Harrisville et Peak Crossing sont rattachées à la région de la Scenic Rim.

## Démographie
| 2001    | 2006    | 2011    | 2016    | 2021    |
| ------- | ------- | ------- | ------- | ------- |
| 123 355 | 140 181 | 166 904 | 193 733 | 229 208 |

## Politique et administration
Le conseil comprend le maire et dix autres membres, élus pour un mandat de quatre ans. Les dernières élections ont eu lieu le 28 mars 2020.

### Liste des maires
| Période                                  | Période    | Identité           | Étiquette | Qualité |
| ---------------------------------------- | ---------- | ------------------ | --------- | ------- |
| Les données manquantes sont à compléter. |            |                    |           |         |
| 1995                                     | 2004       | John Nugent        |           |         |
| 2004                                     | juin 2017  | Paul Pisasale (en) |           |         |
| 2017                                     | avril 2018 | Andrew Antoniolli  | ALP       |         |
| 2018                                     | 2020       |                    |           |         |
| avril 2020                               | en cours   | Teresa Harding     | LNP       |         |